# Novoselîțea, Dolîna
Novoselîțea (în ucraineană Новоселиця) este o comună în raionul Dolîna, regiunea Ivano-Frankivsk, Ucraina, formată numai din satul de reședință.

## Demografie
Componența lingvistică a comunei Novoselîțea
     Ucraineană (99,29%)
     Alte limbi (0,71%)
Conform recensământului din 2001, majoritatea populației comunei Novoselîțea era vorbitoare de ucraineană (99,29%), existând în minoritate și vorbitori de alte limbi.